# 黄熱

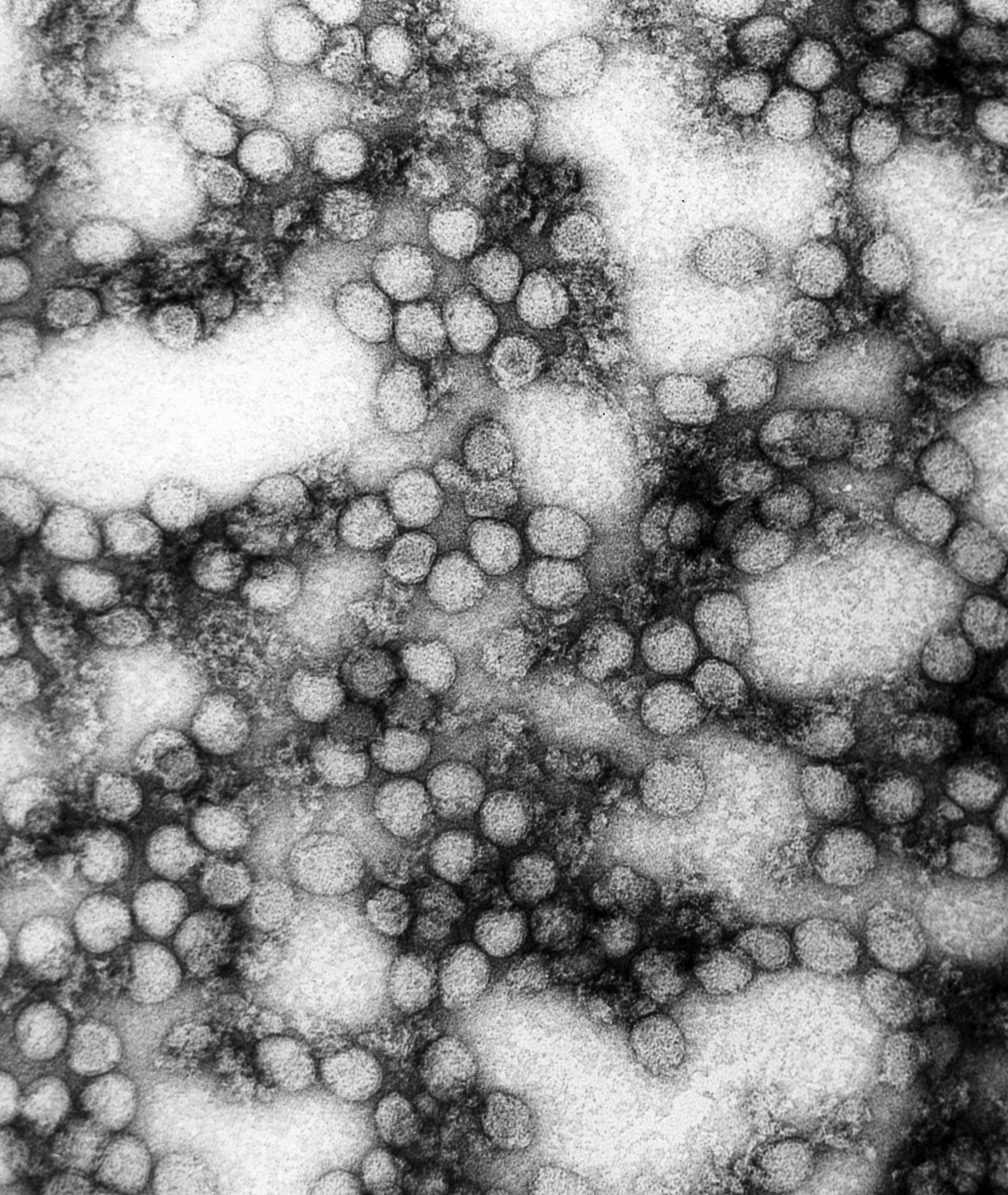
黄熱ウイルス

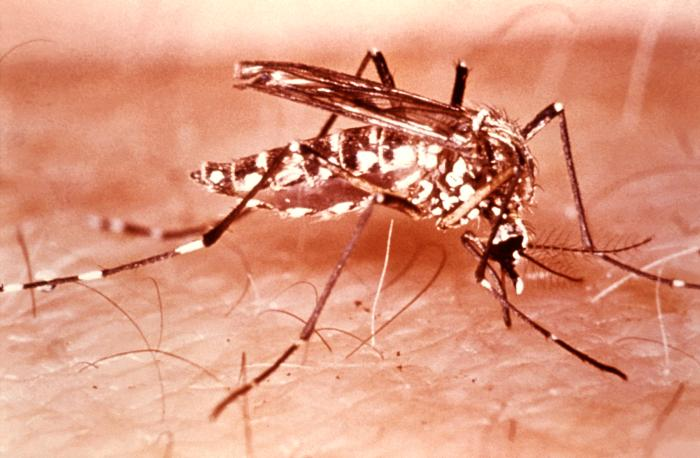
ネッタイシマカ

黄熱（おうねつ、英: yellow fever）は、ネッタイシマカ (Aedes aegypti) などのカ（蚊）によって媒介されるフラビウイルス科フラビウイルス属に属する黄熱ウイルスを病原体とする感染症。ウイルス性出血熱のひとつ。感染症法における四類感染症。黄熱病と同義。発熱を伴い、重症患者に黄疸が見られることから命名された。
熱帯アフリカと中南米の風土病である。黒色嘔吐（吐血）を起こすことから通称を「黒吐病」という。日常生活におけるヒトからヒトへの直接感染はない。

## 症状
潜伏期間は3 - 6日で、突然の発熱、頭痛、背部痛、虚脱、悪心・嘔吐、下痢で発症する。発症後3 - 4日で症状が軽快し、そのまま回復することもある。
しかし、重症例では、数時間から2日後に再燃し、出血熱を引き起こす。発熱（高熱）、腎障害、鼻や歯根からの出血、黒色嘔吐（吐血）、血便（下血）を伴う下痢、子宮出血、黄疸（肝障害）などがみられる。
黄熱病の死亡率は、30 - 50%とされている。これはエボラ出血熱に匹敵し、非常に危険な感染症である。

## 診断
症状が出現した初期の段階では他の感染症（レプトスピラ、急性肝炎、マラリア等）との判別が付きにくいため、PCR検査による鑑定により病原体を特定する。

## 治療
- 罹患した場合の特効薬は無い。対症療法にて投薬治療する方法しかない。
- なお罹患前であれば、1回接種の黄熱ワクチン (17D) の予防接種を受けることで予防可能。

## 疫学

### 感染する可能性がある国、地域
アフリカ（五十音順）：アンゴラ、ウガンダ、エチオピア、カメルーン、ガーナ、ガボン、ガンビア、ギニア、ギニアビサウ、ケニア、コンゴ共和国、コンゴ民主共和国、コートジボワール、シエラレオネ、スーダン、セネガル、赤道ギニア、中央アフリカ、チャド、トーゴ、ナイジェリア、ニジェール、ブルキナファソ、ブルンジ、ベナン、マリ、南スーダン、リベリア、モーリタニア 。
アメリカ（五十音順）：アルゼンチン、エクアドル、ガイアナ、コロンビア、スリナム、パナマ、フランス領ギアナ、ブラジル、ペルー、ベネズエラ、ボリビア、トリニダード・トバゴ（トリニダード島のみ）、パラグアイ 。
2013年においてアフリカでは黄熱により8万4千人から17万人の重篤な感染者と2万9千人から6万人の死者が発生し、年間20万人の黄熱患者のうち、約90パーセントがアフリカで発生したと推測されている。
なお同じく、蚊が媒介するデング熱とは異なり、アジアでの発生は見られない。

## 予防接種

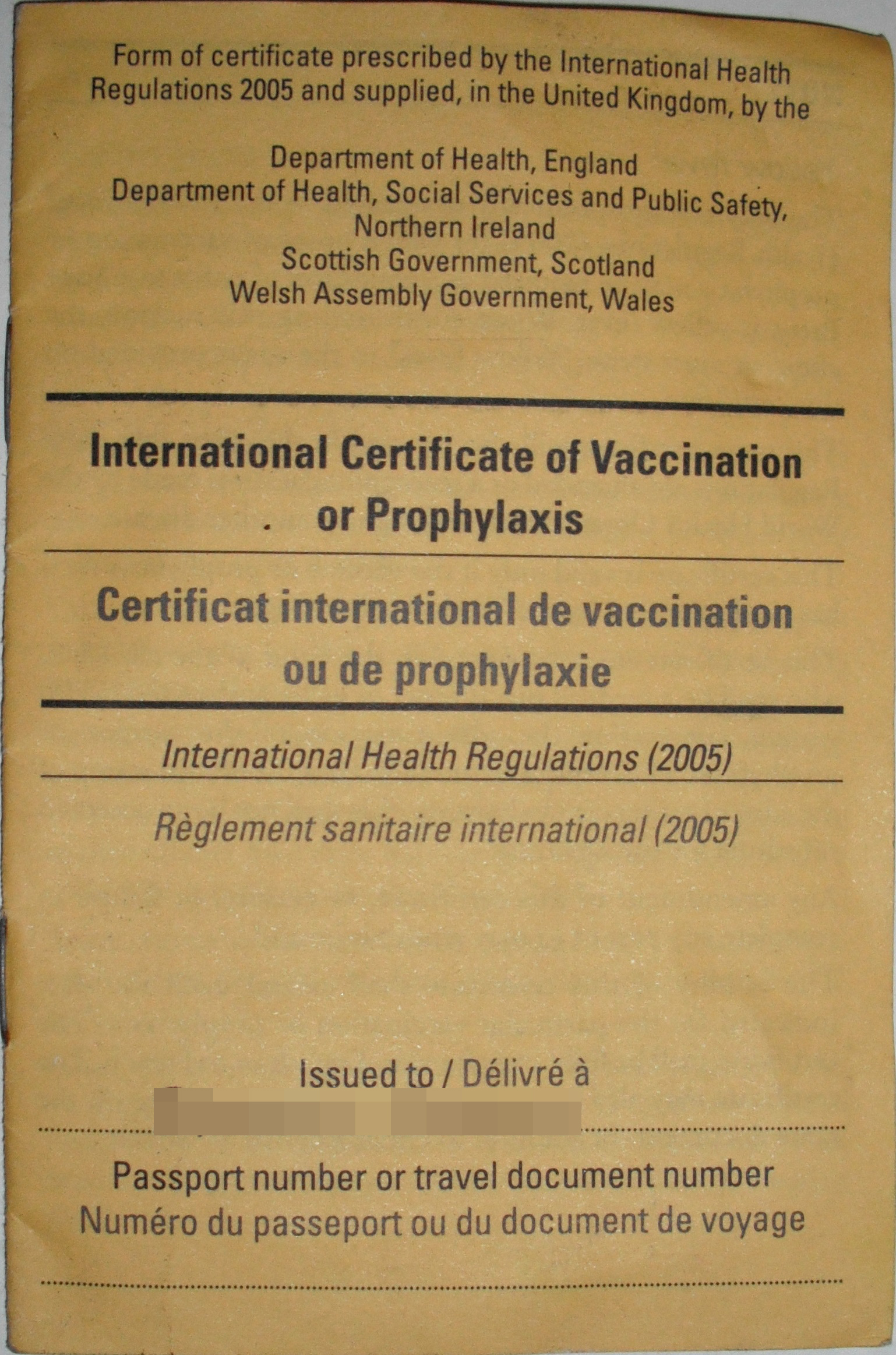
黄熱の予防接種証明書（イエローカード）

流行地域や流行可能地域は、出入国管理に際して国家機関発行による国際予防接種証明書（イエローカード）が求められる。かつて、イエローカードの有効期間は、接種10日後から10年間とされてきたが、世界保健機関は、2016年7月11日より、生涯有効に延長することを勧告した。
これに伴い、日本で発行される黄熱予防接種証明書の有効期間も、1回の接種で生涯有効となった。なお2016年（平成28年）7月11日の時点で、既に有効期限が切れているイエローカードも有効として取り扱われる。
日本では、イエローカードの発行権限の関係から、検疫所、日本検疫衛生協会及び厚生労働省から指定を受けた医療機関（国立国際医療研究センター等）でのみ予防接種を受けられる。
日本で薬事承認を受けているワクチン（YF-VAX）は、発育鶏卵に接種して作られている。このため、接種予定者が卵アレルギーであれば、予防接種を受けることが出来ないが、代替処置として禁忌証明書が発行される。なお、イエローカードとは異なり、入国の際、禁忌証明書を提示しても上陸拒否を受ける場合がある。

## 研究
キューバで開業した医師カルロス・フィンレイは蚊による媒介と伝染を提唱している。このような蚊を媒介と想定したモスキート仮説は研究初期から存在したが、当時は人から人へ伝染るものとする論者も多かった。
1900年、アメリカ軍の軍医だったウォルター・リードは、モスキート仮説に立った実証実験のためにキューバに医師団を派遣した。最初は参加した医師や軍人で蚊を使った媒介実験を行ったが、死亡者が続出したため、スペイン系移民労働者に謝礼金と医療補償を与える条件で実験を継続し、モスキート仮説は証明された。リードの行った集団実験は、自分の意志で参加した被験者と、契約の上で行われた史上初の人体実験の例とされている。
その後、パナマ運河建設に際し、蚊の駆除を中心とした防疫対策を行い効果を挙げたことから、フィンレーの蚊媒介説の正しさが証明された。更に、野口英世によって黄熱の研究が手がけられるものの、その中途で感染し死亡した。その後、南アフリカ出身でアメリカ合衆国の微生物学者マックス・タイラー（Max Theiler、サイラーとも）が黄熱ワクチンを開発。このワクチン開発の功績によりタイラーは、1951年にノーベル医学生理学賞を受賞した。